# Microhyle macularia
Microhyle macularia är en fjärilsart som beskrevs av De Toulgoët 1976. Microhyle macularia ingår i släktet Microhyle och familjen björnspinnare. Inga underarter finns listade i Catalogue of Life.